# Lutherische Kirche Şəmkir

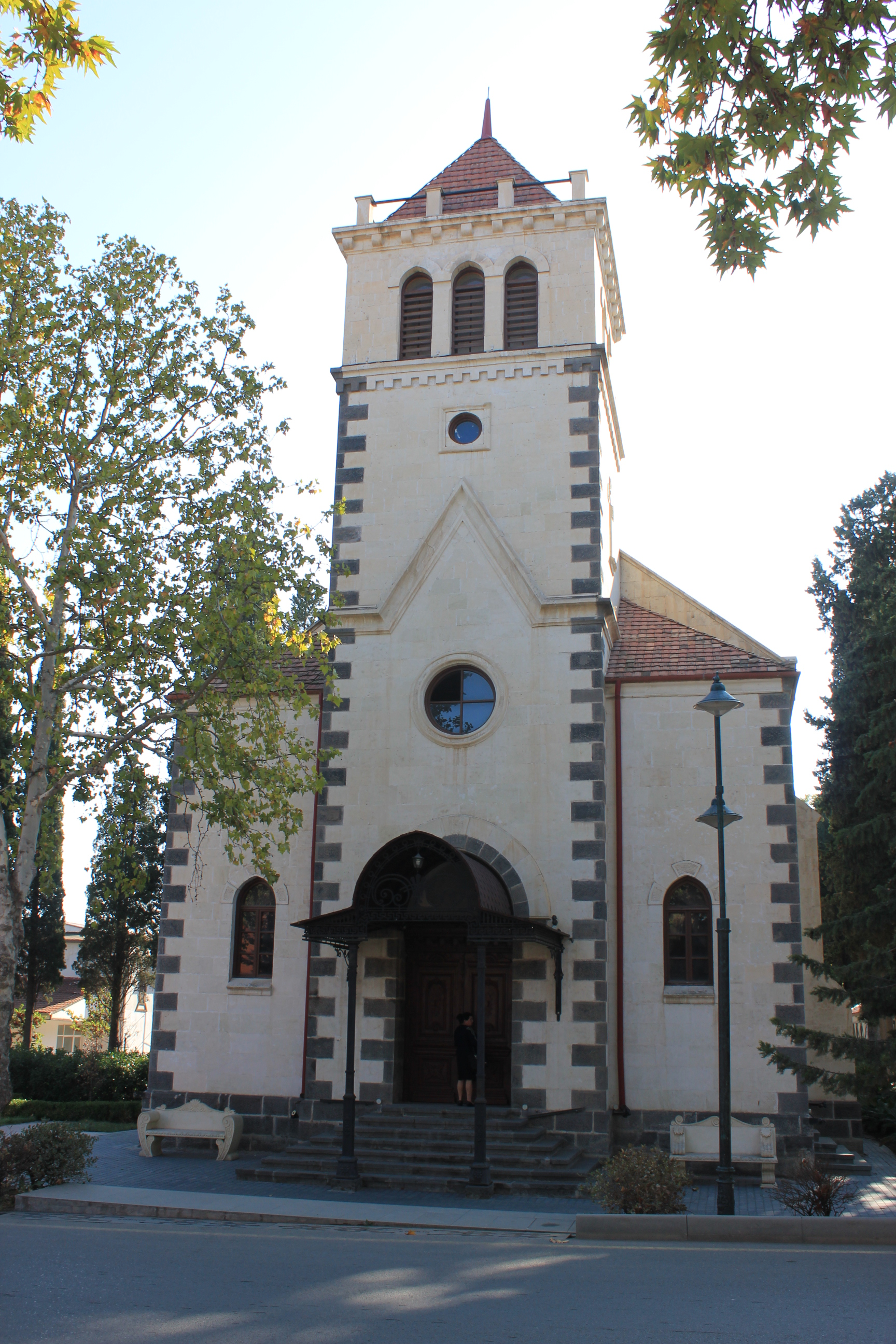
Lutherische Kirche Schamkir

Die Lutherische Kirche Şəmkir ist ein historisches Architekturdenkmal in der aserbaidschanischen Stadt Şəmkir.
Nachdem Aserbaidschan seine Unabhängigkeit wiedererlangt hatte, wurde die Kirche durch Beschluss Nr. 132 des Ministerkabinetts der Republik Aserbaidschan vom 2. August 2001 in die Liste der lokalen bedeutenden unbeweglichen historischen und kulturellen Denkmäler aufgenommen.

## Geschichte
Im Jahr 1817 wurden mit Zustimmung des russischen Zaren Alexander I. hunderte deutsche Familien lutherisch-pietistischer Konfession in das Gebiet des Russischen Reiches umgesiedelt. Bis 1819 wurden 500 württembergische Familien im aserbaidschanischen Gouvernement Elisabethpol angesiedelt. Nach der Gründung der ersten deutschen Kolonie in Aserbaidschan namens Helenendorf wurde etwa 40 km entfernt der Grundstein für die zweite deutsche Kolonie Annenfeld gelegt, das heutige Şəmkir. Im Jahr 1909 wurde in Annenfeld die lutherische Kirche errichtet, gefördert von Johann Beppl und der Stiftung Johann Bek. Der für den Bau der Kirche verantwortliche Architekt war Ferdinand Lemkuhl.
In der Sowjetunion begann 1928 eine antireligiösen Kampagne und im Dezember desselben Jahres übertrug das Zentralkomitee der Kommunistischen Partei Aserbaidschans viele Moscheen, Kirchen und Synagogen zu Aufklärungszwecken an Bildungsclubs. Zwischen 1936 und 1938 wurden alle lutherischen Pfarrer des Landes verhaftet. Der letzte Pfarrer der Kirche, Emil Roisch, wurde 1931 zunächst verhaftet. Obwohl er später freigelassen wurde, wurde er 1937 erneut verhaftet, der antisowjetischen und religiösen Propaganda beschuldigt und anschließend von der NKWD-Troika zur Hinrichtung durch ein Erschießungskommando verurteilt. Nach der Vertreibung der Deutschen im Jahr 1941 stellte die Kirche ihre Aktivitäten ein. Später wurde das Gebäude als Kulturhaus, Lehrerhaus und Museum für Geschichte und Ethnographie genutzt.
Nach der Wiedererlangung der Unabhängigkeit Aserbaidschans 1991 wurde das Kirchengebäude durch Beschluss Nr. 132 des Ministerkabinetts der Republik Aserbaidschan vom 2. August 2001 in die Liste der lokal bedeutsamen historischen und kulturellen Denkmäler aufgenommen. Da es in den 1990er-Jahren über einen längeren Zeitraum an Reparaturen und Restaurierungen fehlte, geriet das Gebäude in einen baufälligen Zustand. Im Jahr 2012 wurde das Kirchengebäude im Rahmen des Projekts „Adresse der Toleranz – Aserbaidschan“ der Heydar Aliyev-Stiftung auf Initiative des Ministeriums für Kultur und Tourismus Aserbaidschans einer umfassenden Restaurierung unterzogen. Auch eine Orgel wurde installiert.
Das Gebiet rund um die Kirche wurde bebaut und ein Park angelegt.